# Рустан
Рустан е село в Южна България. То се намира в община Мадан, област Смолян.

## География
Село Рустан се намира в планински район.